# إله
الإله (أو المعبود) هو ذات فوق طبيعية، غير مادية، وذو قدرات خارقة، يقدسه ويعبده الإنسان. وهو محل اختلاف بين مختلف الأديان.

## لغة
جاء في لسان العرب (إله) أن الإله هو الله، وأن كل ما اتخذ من دونه معبوداً إله عند متخذه وأن الجمع آلهة.
فكل ما يعبده شخص يسمى إلهاً، كما قال موسى للسامري في سورة طه الآية 97 عن العجل الذي عبده بنو إسرائيل:
وَانظُرْ إِلَى إِلَهِكَ الَّذِي ظَلْتَ عَلَيْهِ عَاكِفًا لَّنُحَرِّقَنَّهُ ثُمَّ لَنَنسِفَنَّهُ فِي الْيَمِّ نَسْفًا سورة طه:97
فالعجل إله للسامري لأنه عبده. فلفظ إله على إطلاقه لا يشير إلى الله وحده، وإنما يشير إلى كل ما يُعبد.

## المعتقدات الدينية
يأخذ الإله أشكالاً مختلفة حسب المعتقد الديني، ففي الكثير من المعتقدات البدائية والأديان الوثنية يأخذ الإله شكل إنسان أو حيوان أو ربما جماد، لكن الكثير من الأديان خاصة الأديان التوحيدية تعتبر هذا التجسيد شكلا من أشكال التجديف. وغالباً ما يكون الإله خالداً لا يموت، وفي الغالب يمتلك الإله شخصية ووعي وإدراك فهو الذي يسير شؤون الكون والعباد، وهو من يتوجه له الناس بطلب المعونة والمساعدة.

## ميثولوجيا إغريقية
في الميثولوجيا الإغريقية، تصبح الآلهة أشبه بالبشر حيث يمتلكون عواطف ومشاعر بشرية وخطايا وآثام، يحبون ويعشقون ويتزوجون ويولدون ويموتون ويأثمون، ويغضبون من بعضهم كما من البشر، وغالباً مايكون الغضب مرافقاً مع عقاب يكون بشكل كارثة طبيعية كالعواصف والرعد والمطر والخسوف.
إضافة للطبيعة فالإله يمتلك تحكما بحياة البشر من مولده إلى مماته وحتى في ما بعد الموت.

## الأديان الأخرى
الأديان الأخرى كالهندوسية والبوذية والفرعونية، وأغلب الأديان الوثنية يشير الإله إلى الذي يملك القدرة المطلقة على الإعطاء، أي واهب الحياة والرزق والقادر على سلبه، وبعض الأديان تقسم الوظائف والقدرة على أكثر من إله، فهذا إله للمطر وذاك إله للريح وهكذا.

## الديانات الإبراهيمية
تتفق الديانات الإبراهيمية الثلاثة بالله الواحد صاحب القوة وخالق كل شيء، ولكن تختلف في وصف ماهية الله.

### في اليهودية
يؤمن اليهود بالله على أنه هو خالق الكل؛ وهو إله واحد لا جسد له ولا يتجزأ ولا مثيل له، وأنه هو السبب الأساسي في كل الوجود، ويجب عبادته هو فقط كالمتسلط الأوحد على الكون. كما يؤمن اليهود أيضا بأن الله يلاحظ تصرفات البشر، ويكافيء الناس على الأعمال الصالحة ويعاقب الشر.
على حسب التقاليد اليهودية فإن الجانب الحقيقي لله غير معلوم أو غير مفهوم وأن الجانب المعلوم لله هو ما وجدناه من خلق الكون والموجودات،
يعتقد اليهود أن الله واحد من إسرائيل وهو إله إبراهيم وإسحاق ويعقوب، وسلمت إسرائيل من العبودية في مصر بمشيئته، وأعطاهم وصايا في جبل سيناء كما هو موضح في التوراة.
أعطيت الأسفار الخمسة الأولى من الكتاب المقدس العبري إلى موسى من الله، وأن الله قد تواصل مع الشعب اليهودي من خلال الأنبياء.
في الكتابات العبرية الإسرائيلية يطلق اليهود على الله أسم يهوه (بالعبرية: יְהֹוָה)، ويعتبر معنى كلمة يهوه مزيج من المستقبل والحاضر والماضي وتأتي الكلمة من مصدر الفعل هو (بالعبرية: הוה) والتي تعني «واحد موجود النفس» 
في التقاليد اليهودية اسم آخر لله هو إلوهيم، وهذا المسمى يتعلق بالتفاعل بين الله والكون، وتفاعل الله مع العالم المادي، بمعنى أن الله يعين عدالته، وتعني «واحد الذي هو مجمل القوى والأسباب في الكون».

### في المسيحية

ترس الإيمان، أحد الشعارات المسيحية المستخدمة في شرح عقيدة الثالوث.

الله في المسيحية هو إله واحد، منذ الأزل وإلى الأبد، غير مدرك، كلي القدرة وكلّي العلم، وهو خالق الكون والمحافظ عليه؛ وهو ذو وجود يشكل المبدأ الأول والغاية الأخيرة لكل شيء. يؤمن المسيحيون أن الله متعال عن كل مخلوق، ومستقل عن الكون المادي؛ فهو «يسمو على كل خليقة، فيجب علينا دومًا ومن ثم على الدوام تنقية كلامنا من كل ما فيه محدود ومتخيل وناقص حتى لا نخلط الله الذي لا يفي به وصف ولا يحده عقل، ولا يرى، ولا يُدرَك بتصوراتنا البشرية. إن أقوالنا البشرية تظل أبدًا دون سرّ الله»، إننا «لا نستطيع أن نعرف ما هو الله، بل صفاته، وما ليس هو فقط»، اللاهوت المسيحي عن الله، يستمدّ أساسًا من الكتاب المقدس بدءًا من أسفار موسى، والذي تولى شرحه وتحديده آباء الكنيسة و‌المجامع المسكونية. حسب التعريفات المسيحية فإنّ الكتاب المقدس يقدم للبشرية ما هو ضروري لمعرفة الله والخلاص، وإن العقل يدرك وجود خالق من خلال الخليقة فإن الوحي يلبث هامًا.
يؤمن المسيحيون، بأن الله الواحد هو في ثالوث، تعتبر هذه النقطة إحدى الخلافات مع النظرة التقليدية اليهودية لله والتي شكلت أساس النظرة المسيحية نحو الألوهة؛ بكل الأحوال فإنّ الفلسفة المسيحية تنسب إلى الله بقوة العقل الطبيعي إلى جانب الوحي المقدس، صفاتًا تختصّ به وحده، كعدم الاستحالة، والتنزّه عن الزمان والمكان، وإطلاق القدرة. المسيحية تعلّم بأن الإنسان بطبيعته ودعوته كائن متدين، وإذا كان الإنسان «آتيًا من الله وذاهبًا نحوه، فهو لا يعيش حياة بشرية كاملة إلا إذا عاش حرًا في صلته بالله»؛ من الممكن التواصل مع الله من خلال الصلاة، أو الصوم وسواهما من الأعمال، وإن كان الله بمثابة «سر للبشرية»، فإنه حسب العقائد المسيحية قد خلق الإنسان بدافع حبّ محض، ومن ثم ففهم العلاقة بين الخالق والخليقة، لا يمكن أن تتم سوى من هذا المنظور.

### في الإسلام

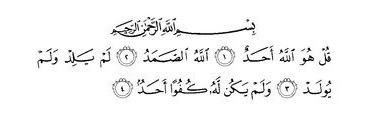
سورة الإخلاص التي تشمل صفات التوحيد في الإسلام

يعد أساس الإسلام هو الإيمان بالإله الواحد وهو الله. وأنه هو دائم، حي لا يموت، ولا يغفل، عدل لا يظلم، لا شريك له ولا ند، ولا والد ولا ولد، رحمن رحيم، يغفر الذنوب ويقبل التوبة ولا يفرق بين البشر إلا بأعمالهم الصالحة. وهو خالق الكون ومطلع على كل شيء فيه ومتحكم به. وفي المعتقد الإسلامي؛ الله ليس كمثله شيء، أي أنه مغاير تمامًا لكل مخلوقاته وبعيد عن تخيلات البشر، لهذا فلا يوجد له صورة أو مجسم، إنما يؤمن المسلمون بوجوده ويعبدونه دون أن يروه. كما أن الله في الإسلام واحد أحد، لهذا يرفض المسلمون عقيدة الثالوث المسيحي بوجود الله في ثلاثة أقانيم، فضلاً عن رفض ألوهية المسيح الذي هو بشر رسول في العقيدة الإسلامية، ومن أهم السور التي يستدل المسلمين بها على ذلك، سورة الإخلاص: ﴿قُلْ هُوَ اللَّهُ أَحَدٌ ۝١ اللَّهُ الصَّمَدُ ۝٢ لَمْ يَلِدْ وَلَمْ يُولَدْ ۝٣ وَلَمْ يَكُنْ لَهُ كُفُوًا أَحَدٌ ۝٤﴾ [الإخلاص:1–4].
يقول بعض الباحثين أن كلمة «الله» العربية المستخدمة إسلاميًا للدلالة على ذات الرب، إنما هي مكونة من قسمين: «الـ» و«إله»، بينما يقول أخرون أن جذورها آرامية ترجع لكلمة «آلوها». ولله في الإسلام عدة أسماء وردت في القرآن، وهناك تسعة وتسعين اسمًا اشتهرت عند المسلمين السنة باسم «أسماء الله الحسنى»، وهي أسماء مدح وحمد وثناء وتمجيد لله وردت في القرآن أو على لسان أحد من الرسل وفق المعتقد السني، ومنها: الملك، القدّوس، السلام، المؤمن، المهيمن، العزيز، الجبّار، القابض، الباسط، الوكيل، الأول، الرؤوف، ذو الجلال والإكرام، وغيرها. والحقيقة أن هناك خلاف حول عدد الأسماء الحسنى بين علماء السنة، وخلاف حول الأسماء الحسنى ذاتها. إلا أن البعض رجح أن عددها تسعة وتسعين وفقًا لحديث أورده البخاري عن الرسول محمد أنه قال: «إن لله تسعة وتسعين اسمًا، مئةً إلا واحدًا، من أحصاها دخل الجنة».

## الآلهة عبر العصور
الآلهة عبر العصور يُعرف الإله (أو المعبود) معنوياً في الأديان بأنه ذو طبيعة فوق طبيعة البشر، وذو قدرات خارقة، يقدسه ويعبده الإنسان. ويعرف الإله لغوياً جاء في لسان العرب (إله) أن الإله هو الله، وأن كل ما اتخذ من دونه معبوداً إله عند متخذه وأن الجمع آلهة.
فكل ما يعبده شخص يسمى إلهاً، كما قال موسى للسامري في سورة طه الآية 97 عن العجل الذي عبده بنو إسرائيل:
وَانظُرْ إِلَى إِلَهِكَ الَّذِي ظَلْتَ عَلَيْهِ عَاكِفًا لَّنُحَرِّقَنَّهُ ثُمَّ لَنَنسِفَنَّهُ فِي الْيَمِّ نَسْفًا سورة طه:97
فالعجل إله للسامري لأنه عبده. فلفظ إله على إطلاقه لا يشير إلى الإله الحق وحده، وإنما يشير إلى كل ما يُعبد.

### الديانات التوحيدية

#### اليهودية
حتى القرن الأول الميلادي
| - السامريون - الفريسيون - الصدوقيون - الغيورون | - الأسينيون - عصبة حملة الخناجر - الفقراء (الإيبونيون) - المغارية | - المعالجون (ثيرابيوتاي) - المستحمون في الصباح (هيميروبابتست) - عبدة الإله الواحد (هبسستريون) - البنائون (بنائيم) | - القراءون - الحسيدية - اليهودية الإصلاحية - اليهودية الأرثودوكسية - اليهودية المحافظة |

#### المسيحية
| - الأرثوذكسية - كنيسة اليونان الأرثوذكس - كنيسة انطاكية وسائر المشرق للروم الأرثوذكس - كنيسة التوحيد الأرثوذكسية الإثيوبية | - كنيسة الإسكندرية والكرازة المرقسية للأقباط الأرثوذكس - كنيسة انطاكية وسائر المشرق للسريان الأرثوذكس - كنيسة المشرق - كنيسة المشرق الآشورية | - كنيسة المشرق القديمة - الكاثوليكية - كنيسة الروم الملكيين الكاثوليك - كنيسة السريان الكاثوليك | - كنيسة الأرمن الكاثوليك - كنيسة الأقباط الكاثوليك - كنيسة بابل للكلدان - الكنيسة الإنطاكية السريانية المارونية - كنيسة اللاتين في القدس |

#### الإسلام
| أهل السنة والجماعة | - سلفية - حنيفية - مالكية - شافعية - حنبلية -توجد إختلافات فقهية بسيطة بين الحنيفية والمالكية والشافعية والحنبلية. - الظاهرية - الليثية (منقرضة) - الأوزاعية (منقرضة) - الإمامية الإثني عشرية - النصيرية - الباطنية - الإسماعيلية - الأصولية - العلوية - الزيدية - الإخبارية - الشيخية - السبئية - الكيسانية(منقرضة) - الواقفة | - المختارية - درزية (الموحدون) - ماتريدية - الأشعرية - معتزلة - الخوارج - الصوفية |

### معتقدات أخرى

#### الميثولوجيا الاغريقية
الميثولوجيا الإغريقية (باليونانية: Ελληνική μυθολογία) هي مجموعة الأساطير والخرافات التي آمن بها اليونانيون القدماء، والمهتمة بآلهتهم، وشخصياتهم الأسطورية الأخرى، وطبيعة العالم، وتعتبر أساس ممارساتهم الدينية والطقوسية. كانت الميثولوجيا جزءاً من الدين في اليونان القديمة، وجزء من الدين في اليونان المعاصرة، كما أصبح يمارسها اليوم بعض الأشخاص خارج اليونان. يهتم العلماء المعاصرون بدراسة هذه الأساطير لفهم الحياة الدينية والسياسية في اليونان القديمة إضافة إلى معرفة نشأة هذه الأساطير بحد ذاتها.
تتجسد الميثولوجيا اليونانية في مجموعة كبيرة من الروايات، وفي الفنون اليونانية المتنوعة، مثل الرسم على الفخار. تحاول هذه الأساطير معرفة نشأة العالم، وتتبع حياة الآلهة والأبطال والمخلوقات الخرافية. انتشرت هذه الميثولوجيا في البداية عن طريق تاريخ شفهي والشعر، ويمكن أن نجدها اليوم في الأدب اليوناني.
تعتبر ملاحم هوميروس من أقدم ما وجد من الشعر اليوناني، المتمثلة في الإلياذة والأوديسة، والتي تركز على حصار طروادة. تضم القصيدتين التيين ألفهما هسيود، ثيوجوني والأعمال والأيام تفاصيل خلق العالم، وتعاقب حكام العالم من الآلهة، وتعاقب العصور البشرية، ونشأة ممارسات الأضحية. كما تضم ترانيم هوميروس بعض الاساطير، وكتب بعض الفنانون التراجيديون في العصر الخامس قبل الميلاد قصص آلهتهم المعبودة. كما يوجد آثار من الميثولوجيا في كتابات بعض العلماء والشعراء من الحضارة الهلنستية وآخرون من الإمبراطورية الرومانية.
وفرت الاكتشافات الأثرية مصدراً أساسياً لتفاصيل الميثولوجيا الإغريقية، حيث احتلت الآلهة والأبطال مكاناً بارزاً في زخرفة القطع الأثرية. كما يمكن أن نجد على الفخار الذي يعود عمره إلى القرن الثامن قبل الميلاد، رسوماً هندسية تمثل حصار طروادة ومغامرات هيراكليس. غذت ملاحم هوميروس وغيرها من القصص الميثولوجية الأخرى الأدب في مراحل اليونان القديمة والكلاسيكية والهلنستية.
أثرت الميثولوجيا الإغريقية تأثيراً كبيراً على ثقافة وفنون وآداب الحضارة الغربية، وتبقى جزءاً من التراث الغربي. ما زال الكثير من الشعراء والفنانين يستلهمون من الميثولوجيا الإغريقية.[بحاجة لمصدر]

#### سينتولوجيا
السيَنتولوجيا، لفظ هجين مركب من scio «معرفة» باللاتينية و logos «دراسة» باليونانية. العلمولوجيا هجين كذلك وترجم جزئيا. أو العِلمولوجيا، تشكل مجموعة من التعاليم الدينية والمعتقدات، تستند إلى فلسفة علمانية تأسست عام 1952 من قبل المؤلف لافاييت رون هوبارد، ثم أعاد نفس المؤلف صياغتها باعتبارها «فلسفة دينية تطبيقية». بالنسبة لهوبارد فإن العلمولوجيا هي كما يمكن أن تفهم من الأصل اللاتيني لوجيا بمعنى خطاب أو دراسة وسيَنس أي علم بالتالي تكون «دراسة العلم أو دراسة المعرفة».
العلمولوجيا أشعلت جدلاً واسعاً. الانغلاق والسرية وأساليب لي الذراع في التعامل مع المنتقدين كانت سبباً للانتقادات والشك في جميع أنحاء العالم.
مبادئ العلمولوجيا وصفها العلماءو الأطباء بأنها علم كاذب. ولعل دليلهم في ذلك نابع من فلسفة العلوم التي تقول أن أي نظرية تستند إلى أي نوع من العلوية الماورائية غير قابلة للتكذيب وعلى هذا الأساس ليست علما (حسب بوبر). المشرعين، وبينهم حكومات دول عدة، وصفوا كنيسة العلمولوجيا على أنها مؤسسة تجارية متهورة، ذاكرين تحرش تلك الكنيسة بمنتقديها واستغلال أعضائها. كما تصنفها بعض الحكومات تحت المؤسسات أو التيارات المناهضة للدستور وتقوم بمراقبتها مخابراتيا ويعللون ذلك بكون حركة الساينتولجي في جوهرها حركة لا دينية مستندين إلى تاريخ الحركة وكيفية نشوئها، ويقولون أن الجانب الديني في الساينتولوجي قد أقحم فيها لكي تلقى تجاوبا من ذوي العقول البسيطة ولكي تظهر في مظهر تيار حامل لقيم إنسانية في حين أن الحقيقة هي أن مؤسسي الحركة وتاريخ نشأتها يدلون على عكس ذلك.

### الآله عبر الميثولوجيا الإغريقية
أهم الآلهة والشخصيات الخرافية عند الشعوب الإغريقية القديمة.

#### آلهةجبل أوليمبوس
ابولو (إله إغريقي) إله الفنون، بما فيها الموسيقى والشعر. هو الأخ التوأم لآرتميس.
اثينا إلهة الحكمة، الحرب، والتخطيط. هي ابنة زيوس المفضلة.
ارتميس إلهة الصيد، الرماية، الولادة، العذرية، حامية صغار الحيوانات والبشر، وفي بعض الأساطير، كانت آلهة
للقمر. هي أيضاً الأخت التوأم لأبولو.
اريس إله الحرب والانتقام. هو أخ آثينا.
افروديت إلهة الحب والجمال.
پوسيدون إله البحار. هو أخ هيدز وزيوس.
ديونيسيوس إله الخمر. لم يكن ديونيسيوس أحد الآلهة الأولمبية الأصلية، لكنه انضم إليهم بعد أن تنازلت هيستيا عن منصبها لصالحه.
ديميتريوس إلهة الزراعة والخصوبة.
هيدز إله العالم السفلي. هو أخ بوسيدون وزيوس .
هيرا إلهة الزواج، وهي زوجة زيوس.
هيرميس إله السفر، اللصوص، التجارة، ورسول الآلهة.
هيستيا إلهة الموقد. تنازلت عن منصبها كإحدى الآلهة الأولمبية الرئيسية لديونيسيوس.
هيفيستوس إله النار. هو زوج أفروديت التي أجبرت بالزواج منه.
زيوس ملك الآلهة وحاكمها، وهو إله الرعد والبرق.

#### الهة بدائية
إيثر Aither في الميثولوجيا الإغريقية هو ابن ايريبوس ونيكس وهو روح الكون وأصل كل ماهو حي . هو الهواء الذي تتنفسه الآلهة.
كاوس: هو الربة الأولية للكون في الميثولوجيا الإغريقية .
و كاوس بالإغريقية القديمة معناها الفراغ والظلام .
كرونوسKronos في المثيولوجيا الإغريقية وحسب هيسيود هو ابن جايا الأصغر من أورانوس وهو قائد التيتانيين وأب زيوس. يعادل في المثيولوجيا الرومانية ساتورن.
إيريبوس Erebos يجسد ايريبوس في الميثولوجيا الإغريقية الظلام، ايريبوس هو ابن خرونوس (إله الزمن) وأنانكا (القدر).
إيروس Eros في الميثولوجيا اليونانية هو إله الحب والرغبة والجنس يعادل آمور (كيوبيد) في الميثولوجيا الرومانية
عومل إيروس دائما كإبن لأفروديت (فينوس عند الرومان) من آريس (مارس عند الرومان)
أنجبت بسيخي من إيروس ابنتها فولوبتاس (الشهوة)
جايا بالإغريقية القديمة (Γαία) هي الأم الكبرى وهي الربة التي تجسد الأرض في الميثولوجيا الإغريقية وكانت معبودة من قبل الإغريقيين بصفتها أم هذا الكون، يقابلها في الميثولوجيا الرومانية الربة تيررا.
هيميراأو حميرا Hemera تجسد في الميثولوجيا الإغريقية النهار الكون هي ابنة ايريبوس ونيكس (الليل) أي أخت أيثر (السماء العليا وروح الكون والهواء الذي تتنفسه الآلهة)
نيكس Nyx في الميثولوجيا الإغريقية إلهة تجسد الليل يعادلها في الميثولوجيا الرومانية نوكس.
بونتيس
تارتاروس Tartarus أحد شخصيات الميثولوجيا اليونانية وهو زوج جايا ووالد تايفوس والعمالقة وفي الإلياذة فهو يمثل السجن تحت الأرض .
أورانوس من البروتوغونييين ويجسد في المثيولوجيا الإغريقية السماء (قبة السماء). هو بكر جايا وزوجها وحاميها (يحيط بها، يبقى حولها) إلى الأبد .
أما سائله المنوي اللي كان في اعضائه التناسلية اللي اتقطعت فقد سال في البحر ومنه اتولدت أفروديت Aphrodite, أورانوس هو واحد من الآلهة الإغريقية وهو أول زوج لغايا ربة الأرض وهو ابنها أيضا. أورانوس وغايا هما أجداد معظم الالهة الإغريقية،
-الالهة اليونانية
و هناك الكثير من الاله اليونانية التي يمكنك تفقدها في مقال الالهه اليونانيه القديمه